# Масло кешью

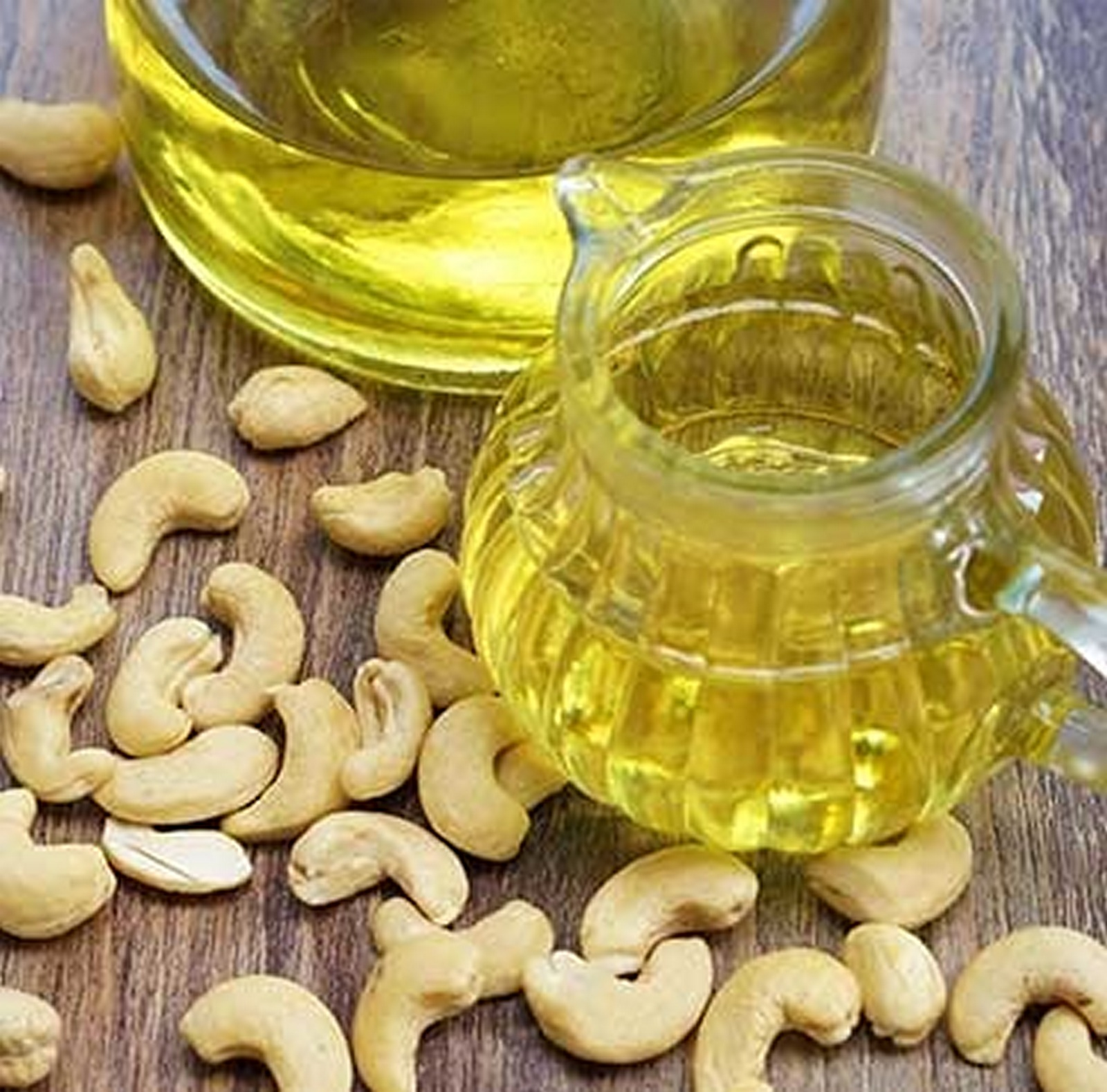
Рафинированное масло орехов кешью

Ма́сло ке́шью (или ма́сло оре́хов ке́шью) — это растительное масло, отжимаемое из семян дерева кешью (Anacardium occidentale). Используется прежде всего как добавка к пище, реже — в косметике, медицине и других смежных областях.

## Состав и свойства
Масло кешью, как и любое другое растительное масло, может быть рафинированным и нерафинированным. Рафинированное масло кешью при комнатной температуре представляет собой прозрачную вязкую желтоватую жидкость с приятным запахом, в то время как нерафинированное масло может проявлять разные свойства в зависимости от способа получения, температуры отжима, состояния исходного сырья и т. д. Кроме того, масло кешью может подвергаться или не подвергаться дезодорации, что также скажется на свойствах конечного продукта.
Однако так или иначе любой технологический способ извлечения, сопровождающийся нагреванием и/или контактом сырья и готового продукта с кислородом воздуха, оказывает сильное влияние на строение и свойства отдельных компонентов конечного продукта. Лишь экстракция масла органическими растворителями в замкнутой системе при небольшом нагревании позволяет получить продукт с наименьшей степенью трансформации исходных соединений, содержащихся в орехах кешью. И хотя данный экстракт вряд ли можно назвать маслом пищевого качества, тем не менее только данный способ извлечения масла позволяет получить продукт с достаточно воспроизводимыми свойствами. Далее будут представлены свойства масла кешью, экстрагированного смесью гексана и изопропанола (для оценки содержания компонентов) или петролейным эфиром (для нахождения физико-химических параметров).
Как и любое растительное масло, масло кешью состоит преимущественно из триглицеридов жирных кислот (жиров). Ниже представлена таблица содержания жирных кислот в данном масле.
| Жирная кислота                                      | Массовая доля, % |
| --------------------------------------------------- | ---------------- |
| C14:0                                               | 0,07             |
| C16:0                                               | 9,93             |
| C16:1                                               | 0,36             |
| C17:0                                               | 0,14             |
| C18:0                                               | 8,70             |
| C18:1                                               | 57,24            |
| C18:2                                               | 20,80            |
| C18:3                                               | 0,23             |
| C20:0                                               | 0,97             |
| C20:1                                               | 0,25             |
| C22:0                                               | 0,39             |
| C22:1                                               | 0,28             |
| Соотношение ненасыщенных жирных кислот к насыщенным | 3,92             |

В первом столбце первая цифра после «C» означает количество атомов углерода в жирной кислоте, вторая цифра после двоеточия указывает количество двойных связей, которые могут иметь различное положение в углеродной цепи.
| Свойство                                                             | Значение  |
| -------------------------------------------------------------------- | --------- |
| Показатель преломления                                               | 1,458     |
| Плотность, г/мл                                                      | 0,962     |
| Число омыления, мг KOH/г                                             | 137       |
| Иодное число, мг I2/100 г                                            | 41,3      |
| Кислотное число (общее), мг KOH/г                                    | 10,7      |
| Кислотное число (приходящееся на свободные жирные кислоты), мг KOH/г | 5,4       |
| Перекисное число, мг-экв O2/кг                                       | 0,22±0,02 |

Также масло кешью содержит другие компоненты, в том числе биологически активные. Ниже представлена таблица с содержанием некоторых важных соединений, таких как токоферолы (витамины группы E) и стероидные спирты.
| Соединение   | Содержание, мг/100 г |
| ------------ | -------------------- |
| α-токоферол  | 3,6±1,4              |
| γ-токоферол  | 57,2±6,2             |
| Сквален      | 89,4±9,7             |
| β-ситостерин | 1768,0±210,6         |
| Кампестерол  | 105,3±16,0           |
| Стигмастерол | 116,7±12,6           |

## Получение
Масло кешью получают из извлечённых из кожуры и хорошо просушенных орехов кешью. Поскольку масло кешью в основном состоит из менее стабильных полиненасыщенных и мононенасыщенных жирных кислот, оно может быть подвержено деструкции под воздействием тепла, воздуха и света, которые инициируют и ускоряют окисление. Хранение масла кешью при низких температурах во время производства и хранения может помочь свести к минимуму прогорклость и потерю полезных компонентов, как и хранение в бутылках, сделанных либо из тёмного стекла, либо из пластика, обработанного защитным средством от ультрафиолетового излучения.

### Методы извлечения
Масло кешью можно извлекать различными способами. Наиболее полное извлечение с минимальной степенью трансформации компонентов можно достигнуть экстрагированием с помощью органических растворителей. Однако значительно чаще применяют извлечение методом «горячего прессования», который заключается в измельчении орехов кешью с последующим прессованием. При данном способе извлечения в результате трения сырьё начинает существенно разогреваться, что увеличивает выход масла, но далеко не всегда допустимо, поскольку нагревание может привести к деструкции компонентов масла.
Также используют так называемое «холодное прессование» (прессование шнековым прессом) при низких температурах, которое лишено недостатков «горячего», но даёт более низкие выходы.

### Рафинирование
Очистка масла кешью экстракцией растворителем, нейтрализацией и отбеливанием может сделать его более стабильным и пригодным для использования при повышенной температуре, но при этом также будут удалены некоторые полезные компоненты, такие как фосфолипиды, полифенолы, фитостеролы и другие, а также характерный аромат и цвет масла. Кроме того, некоторые из полиненасыщенных жирных кислот могут быть преобразованы в трансжиры из-за высоких температур, связанных с процессом рафинирования. Нерафинированное масло кешью менее термоустойчиво и поэтому должно использоваться только для холодных блюд или блюд, готовящихся при низкой температуре. Однако оно содержит больше исходных компонентов, имеет приятный вкус и насыщенный цвет.

## Применение
Практически весь объём получаемого в мире масла кешью используется как пищевой продукт или добавка к пище. Однако оно не так востребовано, как, например, сам орех кешью, который извлекается и реализуется в исходном виде.
Кроме того, масло кешью может использоваться в косметике и медицине в составе мазей и кремов.